# チームタイムトライアル・アイントホーフェン2006
チームタイムトライアル・アイントホーフェン2006は、チームタイムトライアル・アイントホーフェンの2回目のレース。2006年6月18日に行われた。

## 成績
アイントホーフェン 48.6km
|   | チーム名                 | 国籍           | 時間      |
| - | ------------------------ | -------------- | --------- |
| 1 | チームCSC                | デンマーク     | 52分28秒  |
| 2 | ディスカバリーチャンネル | アメリカ合衆国 | + 42秒    |
| 3 | ゲロルシュタイナー       | ドイツ         | + 55秒    |
| 4 | フォナック               | スイス         | + 1分25秒 |
| 5 | ダヴィタモン・ロット     | ベルギー       | + 1分31秒 |